# نقص اليود في الصين
نقص اليود في الصين يمثل نقص اليود مشكلة واسعة الانتشار في الاجزاء الغربية، الجنوبية و الشرقية من الصين، لان مستوى دخول الملح المعالج باليود اقل بكثير من المستوى الوطني المتوسط. نقص اليود هو مجموعة من الاضطرابات التي تؤثر على العديد من المجموعات السكانية المختلفة تشير التقديرات إلى ان اضطرابات نقص اليود تؤثر على ما بين 800 مليون و2 مليار شخص حول العالم. انفقت البلدان ملايين الدولارات في تنفيذ الملح المعالج باليود كوسيلة للتصدي لنواقص اليود السائد الآن. ومع تمثيل الصين حوالي 40% من مجموع السكان حول العالم فهي تتحمل نسبة كبيرة مم اولئك اللذين يعانون من نقص اليود.